# Eurycotis fugacis
Eurycotis fugacis är en kackerlacksart som beskrevs av Gurney 1948. Eurycotis fugacis ingår i släktet Eurycotis och familjen storkackerlackor.
Artens utbredningsområde är Kuba. Inga underarter finns listade i Catalogue of Life.